# Liste der Nummer-eins-Hits in Italien (1995)
Diese Liste der Nummer-eins-Hits basiert auf den Charts des italienischen Musikmagazins Musica e dischi (Singles) bzw. der FIMI (Alben) im Jahr 1995. Die FIMI veröffentlichte in diesem Jahr erstmals die offiziellen Albencharts, während die Singlecharts erst zwei Jahre später einsetzten.
Es gab in diesem Jahr 18 Nummer-eins-Singles und 18 Nummer-eins-Alben.

## Singles
| ← 1994 ← | Liste der Nummer-eins-Hits in Italien (M&D) | Liste der Nummer-eins-Hits in Italien (M&D) | Liste der Nummer-eins-Hits in Italien (M&D)                                     | 1996 → |
| \| Zeitraum \| Wo. ges. \| Interpret \| Titel Autor(en) \| Zusätzliche Informationen \| \| (Zeitraum, Wochen auf Platz eins, Interpret, Titel, Autor[en], zusätzliche Informationen) \| \| \| \| \| \| ----------------------------------------------------------------------------------------- \| -------- \| ----------------------------------- \| ------------------------------------------------------------------------------- \| ----------------------------------------------------------------------------------------------------------------------------------------------------------------------------------------------- \| \| 1. Woche 1 Woche \| 1 \| Radio Deejay for Christmas \| Song for You Marie Debbie Hannibal, Igor Campaner \| Die Einnahmen dieses Charity-Weihnachtsliedes wurden für den Wiederaufbau der Grundschule Giovanni Bovio von Alessandria verwendet, die durch Überschwemmungen schwer beschädigt worden war.[1] \| \| 2.–5. Woche 4 Wochen \| 4 \| Indiana \| All I Need Is Love Ciro Pisano, Nicoletta Merletti, Vito Ulivi \| – \| \| 6. Woche 1 Woche \| 1 \| Ti.Pi.Cal. \| Round and Around Daniele Tignino, Riccardo Piparo, Vincenzo Callea \| Zusammen mit dem Sänger Josh Colow erreichte das sizilianische Dance-Projekt die Chartspitze. \| \| 7.–8. Woche 2 Wochen \| 2 \| 20 Fingers \| Lick It Charlie Babie, Manny Mohr \| Mit der Sängerin Roula gelang der Gruppe der zweite Skandalerfolg. \| \| 9. Woche 1 Woche \| 1 \| Annie Lennox \| No more “I love you’s” Joseph Hughes, David Freeman \| Mit einem Cover des Liedes von The Lover Speaks aus dem Jahr 1986 gelang der schottischen Sängerin ein grammygekrönter Welterfolg, den sie auch beim Sanremo-Festival 1995 präsentierte. \| \| 10.–11. Woche 2 Wochen \| 2 \| Elton John \| Believe Elton John, Bernie Taupin \| – \| \| 12. Woche 1 Woche \| 1 \| Billie Ray Martin \| Your Loving Arms Martin Harrow, David Harrow \| Der deutschen Musikerin gelang ein Nummer-eins-Erfolg. \| \| 13.–17. Woche 5 Wochen \| 5 \| Corona \| Baby Baby Francesco Bontempi, Antonia Bottari \| Auch mit der zweiten Single gelang dem italienischen Musikprojekt ein Hit. Das Lied fand Eingang in den Soundtrack des Films Selvaggi. \| \| 18.–22. Woche 5 Wochen \| 5 \| Everything but the Girl \| Missing Tracey Thorn, Ben Watt \| Dieses Lied war ebenfalls auf dem Soundtrack des Films Selvaggi zu finden. \| \| 23.–24. Woche 2 Wochen \| 2 \| Michael Jackson feat. Janet Jackson \| Scream Michael Jackson, Janet Jackson, James Harris III, Terry Lewis \| Den Jackson-Geschwistern gelang ein Einstieg direkt auf Platz eins. \| \| 25.–34. Woche 10 Wochen \| 10 \| Ti.Pi.Cal. \| The Colour Inside Daniele Tignino, Josh Colow, Riccardo Piparo, Vincenzo Callea \| Auch die zweite Zusammenarbeit mit Colow brachte die Sizilianer in diesem Jahr an die Spitze. \| \| 35. Woche 1 Woche \| 1 \| Alex Party \| Wrap Me Up Visnadi, Robin Campbell \| Für das italienische House-Projekt ist es der erste Nummer-eins-Hit. \| \| 36.–39. Woche 4 Wochen \| 4 \| De’Lacy \| Hideaway Kevin Hedge, Josh Milan \| Die Debütsingle des US-amerikanischen House-Projekts landete auf der Eins. \| \| 40. Woche 1 Woche \| 1 \| Alexia feat. Double You \| Me and You Alessia Aquilani, Roberto Zanetti \| – \| \| 41. Woche 1 Woche \| 1 \| Simply Red \| Fairground Mick Hucknall \| – \| \| 42.–48. Woche 7 Wochen \| 7 \| Shaggy \| Boombastic Orville Burrell, Robert Livingstone, Flowed III \| – \| \| 49. Woche 1 Woche (insgesamt 6) \| 6 \| Coolio \| Gangsta’s Paradise Coolio, Doug Rasheed, Larry Sanders, Stevie Wonder \| Der Titelsong des Films Dangerous Minds – Wilde Gedanken wurde mit einem Grammy ausgezeichnet und war weltweit erfolgreich. \| \| 50. Woche 1 Woche \| 1 \| Corona \| I Don’t Wanna Be a Star Antonia Bottari, Francesco Bontempi, Ivana Spagna \| Das italienische Musikprojekt konnte mit seiner vierten Single seinen dritten Nummer-eins-Hit landen. \| \| 51. Woche 1995 – 3. Woche 1996 5 Wochen (insgesamt 6) \| 6 \| Coolio \| Gangsta’s Paradise Coolio, Doug Rasheed, Larry Sanders, Stevie Wonder \| – \| |                                             |                                             |                                                                                 | |
| ← 1994 |                                             |                                             |                                                                                 | → 1996 → |
| Zeitraum | Wo. ges.                                    | Interpret                                   | Titel Autor(en)                                                                 | Zusätzliche Informationen |
| (Zeitraum, Wochen auf Platz eins, Interpret, Titel, Autor[en], zusätzliche Informationen) |                                             |                                             |                                                                                 | |
| 1. Woche 1 Woche | 1                                           | Radio Deejay for Christmas                  | Song for You Marie Debbie Hannibal, Igor Campaner                               | Die Einnahmen dieses Charity-Weihnachtsliedes wurden für den Wiederaufbau der Grundschule Giovanni Bovio von Alessandria verwendet, die durch Überschwemmungen schwer beschädigt worden war. |
| 2.–5. Woche 4 Wochen | 4                                           | Indiana                                     | All I Need Is Love Ciro Pisano, Nicoletta Merletti, Vito Ulivi                  | – |
| 6. Woche 1 Woche | 1                                           | Ti.Pi.Cal.                                  | Round and Around Daniele Tignino, Riccardo Piparo, Vincenzo Callea              | Zusammen mit dem Sänger Josh Colow erreichte das sizilianische Dance-Projekt die Chartspitze.                                                                                                |
| 7.–8. Woche 2 Wochen | 2                                           | 20 Fingers                                  | Lick It Charlie Babie, Manny Mohr                                               | Mit der Sängerin Roula gelang der Gruppe der zweite Skandalerfolg. |
| 9. Woche 1 Woche | 1                                           | Annie Lennox                                | No more “I love you’s” Joseph Hughes, David Freeman                             | Mit einem Cover des Liedes von The Lover Speaks aus dem Jahr 1986 gelang der schottischen Sängerin ein grammygekrönter Welterfolg, den sie auch beim Sanremo-Festival 1995 präsentierte.     |
| 10.–11. Woche 2 Wochen | 2                                           | Elton John                                  | Believe Elton John, Bernie Taupin                                               | – |
| 12. Woche 1 Woche | 1                                           | Billie Ray Martin                           | Your Loving Arms Martin Harrow, David Harrow                                    | Der deutschen Musikerin gelang ein Nummer-eins-Erfolg. |
| 13.–17. Woche 5 Wochen | 5                                           | Corona                                      | Baby Baby Francesco Bontempi, Antonia Bottari                                   | Auch mit der zweiten Single gelang dem italienischen Musikprojekt ein Hit. Das Lied fand Eingang in den Soundtrack des Films Selvaggi.                                                       |
| 18.–22. Woche 5 Wochen | 5                                           | Everything but the Girl                     | Missing Tracey Thorn, Ben Watt                                                  | Dieses Lied war ebenfalls auf dem Soundtrack des Films Selvaggi zu finden. |
| 23.–24. Woche 2 Wochen | 2                                           | Michael Jackson feat. Janet Jackson         | Scream Michael Jackson, Janet Jackson, James Harris III, Terry Lewis            | Den Jackson-Geschwistern gelang ein Einstieg direkt auf Platz eins. |
| 25.–34. Woche 10 Wochen | 10                                          | Ti.Pi.Cal.                                  | The Colour Inside Daniele Tignino, Josh Colow, Riccardo Piparo, Vincenzo Callea | Auch die zweite Zusammenarbeit mit Colow brachte die Sizilianer in diesem Jahr an die Spitze.                                                                                                |
| 35. Woche 1 Woche | 1                                           | Alex Party                                  | Wrap Me Up Visnadi, Robin Campbell                                              | Für das italienische House-Projekt ist es der erste Nummer-eins-Hit. |
| 36.–39. Woche 4 Wochen | 4                                           | De’Lacy                                     | Hideaway Kevin Hedge, Josh Milan                                                | Die Debütsingle des US-amerikanischen House-Projekts landete auf der Eins. |
| 40. Woche 1 Woche | 1                                           | Alexia feat. Double You                     | Me and You Alessia Aquilani, Roberto Zanetti                                    | – |
| 41. Woche 1 Woche | 1                                           | Simply Red                                  | Fairground Mick Hucknall                                                        | – |
| 42.–48. Woche 7 Wochen | 7                                           | Shaggy                                      | Boombastic Orville Burrell, Robert Livingstone, Flowed III                      | – |
| 49. Woche 1 Woche (insgesamt 6) | 6                                           | Coolio                                      | Gangsta’s Paradise Coolio, Doug Rasheed, Larry Sanders, Stevie Wonder           | Der Titelsong des Films Dangerous Minds – Wilde Gedanken wurde mit einem Grammy ausgezeichnet und war weltweit erfolgreich.                                                                  |
| 50. Woche 1 Woche | 1                                           | Corona                                      | I Don’t Wanna Be a Star Antonia Bottari, Francesco Bontempi, Ivana Spagna       | Das italienische Musikprojekt konnte mit seiner vierten Single seinen dritten Nummer-eins-Hit landen.                                                                                        |
| 51. Woche 1995 – 3. Woche 1996 5 Wochen (insgesamt 6) | 6                                           | Coolio                                      | Gangsta’s Paradise Coolio, Doug Rasheed, Larry Sanders, Stevie Wonder           | – |

## Alben
| ← 1994 ← | Liste der Nummer-eins-Alben in Italien (M&D) | Liste der Nummer-eins-Alben in Italien (M&D) | Liste der Nummer-eins-Alben in Italien (M&D) | 1996 → |
| \| Zeitraum \| Wo. ges. \| Interpret \| Titel \| Zusätzliche Informationen \| \| (Zeitraum, Wochen auf Platz eins, Interpret, Titel, zusätzliche Informationen) \| \| \| \| \| \| ------------------------------------------------------------------------------ \| -------- \| -------------------------- \| ---------------------- \| -------------------------------------------------------------------------------------------------------------------------------------------------------------- \| \| 1.–2. Woche 2 Wochen (insgesamt 8) \| 8 \| Sting \| Fields of Gold \| – \| \| 3.–8. Woche 6 Wochen \| 6 \| Marco Masini \| Il cielo della vergine \| – \| \| 9.–10. Woche 2 Wochen \| 2 \| (Verschiedene Interpreten) \| Sanremo ’95 \| Die Kompilation zum Sanremo-Festival 1995 erreichte als letzte Kompilation die Albumcharts (die FIMI hielt Alben- und Kompilationen-Charts bis 2020 getrennt). \| |                                              |                                              |                                              | |
| ← 1994 |                                              |                                              |                                              | → 1996 → |
| Zeitraum | Wo. ges.                                     | Interpret                                    | Titel                                        | Zusätzliche Informationen |
| (Zeitraum, Wochen auf Platz eins, Interpret, Titel, zusätzliche Informationen) |                                              |                                              |                                              | |
| 1.–2. Woche 2 Wochen (insgesamt 8) | 8                                            | Sting                                        | Fields of Gold                               | – |
| 3.–8. Woche 6 Wochen | 6                                            | Marco Masini                                 | Il cielo della vergine                       | – |
| 9.–10. Woche 2 Wochen | 2                                            | (Verschiedene Interpreten)                   | Sanremo ’95                                  | Die Kompilation zum Sanremo-Festival 1995 erreichte als letzte Kompilation die Albumcharts (die FIMI hielt Alben- und Kompilationen-Charts bis 2020 getrennt). |

Die ersten offiziellen Albumcharts der FIMI wurden am 6. März 1995 veröffentlicht und entsprechen damit ungefähr der neunten Chartwoche von M&D; für die vorliegenden Listen werden die M&D-Albumcharts daher ab diesem Zeitpunkt nicht mehr berücksichtigt.

| ← 1994 ← | Liste der Nummer-eins-Alben in Italien | Liste der Nummer-eins-Alben in Italien | Liste der Nummer-eins-Alben in Italien | 1996 →                                                                               |
| \| Zeitraum \| Wo. ges. \| Interpret \| Titel \| Zusätzliche Informationen \| \| (Zeitraum, Wochen auf Platz eins, Interpret, Titel, zusätzliche Informationen) \| \| \| \| \| \| ------------------------------------------------------------------------------ \| -------- \| ------------------ \| ------------------------------------- \| ------------------------------------------------------------------------------------ \| \| 24. Februar 1995 – 2. März 1995 1 Woche \| 1 \| Bruce Springsteen \| Greatest Hits \| – \| \| 3. März 1995 – 23. März 1995 3 Wochen \| 3 \| Neri per Caso \| Le ragazze \| – \| \| 24. März 1995 – 27. April 1995 5 Wochen (insgesamt 6) \| 6 \| Pino Daniele \| Non calpestare i fiori nel deserto \| – \| \| 28. April 1995 – 18. Mai 1995 3 Wochen \| 3 \| Take That \| Nobody Else \| – \| \| 19. Mai 1995 – 25. Mai 1995 1 Woche (insgesamt 6) \| 6 \| Pino Daniele \| Non calpestare i fiori nel deserto \| – \| \| 26. Mai 1995 – 1. Juni 1995 1 Woche (insgesamt 4) \| 4 \| Zucchero \| Spirito DiVino \| – \| \| 2. Juni 1995 – 8. Juni 1995 1 Woche \| 1 \| Pink Floyd \| Pulse \| – \| \| 9. Juni 1995 – 15. Juni 1995 1 Woche (insgesamt 5) \| 5 \| Zucchero \| Spirito DiVino \| – \| \| 16. Juni 1995 – 22. Juni 1995 1 Woche \| 1 \| Michael Jackson \| History \| – \| \| 23. Juni 1995 – 29. Juni 1995 1 Woche (insgesamt 5) \| 5 \| Zucchero \| Spirito DiVino \| – \| \| 30. Juni 1995 – 6. Juli 1995 1 Woche (insgesamt 9) \| 9 \| 883 \| La donna, il sogno e il grande incubo \| – \| \| 7. Juli 1995 – 13. Juli 1995 1 Woche (insgesamt 5) \| 5 \| Zucchero \| Spirito DiVino \| – \| \| 14. Juli 1995 – 7. September 1995 8 Wochen (insgesamt 9) \| 9 \| 883 \| La donna, il sogno e il grande incubo \| – \| \| 8. September 1995 – 21. September 1995 2 Wochen (insgesamt 3) \| 3 \| Antonello Venditti \| Prendilo tu \| – \| \| 22. September 1995 – 28. September 1995 1 Woche \| 1 \| Ligabue \| Buon compleanno Elvis \| Das fünfte Album des Rockmusikers aus Correggio wurde sein erstes Nummer-eins-Album. \| \| 29. September 1995 – 12. Oktober 1995 2 Wochen (insgesamt 4) \| 4 \| Claudio Baglioni \| Io sono qui \| – \| \| 13. Oktober 1995 – 19. Oktober 1995 1 Woche \| 1 \| Luca Carboni \| Mondo \| – \| \| 20. Oktober 1995 – 2. November 1995 2 Wochen (insgesamt 4) \| 4 \| Claudio Baglioni \| Io sono qui \| – \| \| 3. November 1995 – 7. Dezember 1995 5 Wochen (insgesamt 7) \| 7 \| Queen \| Made in Heaven \| – \| \| 8. Dezember 1995 – 14. Dezember 1995 1 Woche (insgesamt 3) \| 3 \| Madonna \| Something to Remember \| – \| \| 15. Dezember 1995 – 28. Dezember 1996 2 Wochen (insgesamt 7) \| 7 \| Queen \| Made in Heaven \| – \| \| 29. Dezember 1995 – 4. Januar 1996 1 Woche (insgesamt 3) \| 3 \| Madonna \| Something to Remember \| – \| |                                        |                                        |                                        |                                                                                      |
| ← 1994 |                                        |                                        |                                        | → 1996 →                                                                             |
| Zeitraum | Wo. ges.                               | Interpret                              | Titel                                  | Zusätzliche Informationen                                                            |
| (Zeitraum, Wochen auf Platz eins, Interpret, Titel, zusätzliche Informationen) |                                        |                                        |                                        |                                                                                      |
| 24. Februar 1995 – 2. März 1995 1 Woche | 1                                      | Bruce Springsteen                      | Greatest Hits                          | –                                                                                    |
| 3. März 1995 – 23. März 1995 3 Wochen | 3                                      | Neri per Caso                          | Le ragazze                             | –                                                                                    |
| 24. März 1995 – 27. April 1995 5 Wochen (insgesamt 6) | 6                                      | Pino Daniele                           | Non calpestare i fiori nel deserto     | –                                                                                    |
| 28. April 1995 – 18. Mai 1995 3 Wochen | 3                                      | Take That                              | Nobody Else                            | –                                                                                    |
| 19. Mai 1995 – 25. Mai 1995 1 Woche (insgesamt 6) | 6                                      | Pino Daniele                           | Non calpestare i fiori nel deserto     | –                                                                                    |
| 26. Mai 1995 – 1. Juni 1995 1 Woche (insgesamt 4) | 4                                      | Zucchero                               | Spirito DiVino                         | –                                                                                    |
| 2. Juni 1995 – 8. Juni 1995 1 Woche | 1                                      | Pink Floyd                             | Pulse                                  | –                                                                                    |
| 9. Juni 1995 – 15. Juni 1995 1 Woche (insgesamt 5) | 5                                      | Zucchero                               | Spirito DiVino                         | –                                                                                    |
| 16. Juni 1995 – 22. Juni 1995 1 Woche | 1                                      | Michael Jackson                        | History                                | –                                                                                    |
| 23. Juni 1995 – 29. Juni 1995 1 Woche (insgesamt 5) | 5                                      | Zucchero                               | Spirito DiVino                         | –                                                                                    |
| 30. Juni 1995 – 6. Juli 1995 1 Woche (insgesamt 9) | 9                                      | 883                                    | La donna, il sogno e il grande incubo  | –                                                                                    |
| 7. Juli 1995 – 13. Juli 1995 1 Woche (insgesamt 5) | 5                                      | Zucchero                               | Spirito DiVino                         | –                                                                                    |
| 14. Juli 1995 – 7. September 1995 8 Wochen (insgesamt 9) | 9                                      | 883                                    | La donna, il sogno e il grande incubo  | –                                                                                    |
| 8. September 1995 – 21. September 1995 2 Wochen (insgesamt 3) | 3                                      | Antonello Venditti                     | Prendilo tu                            | –                                                                                    |
| 22. September 1995 – 28. September 1995 1 Woche | 1                                      | Ligabue                                | Buon compleanno Elvis                  | Das fünfte Album des Rockmusikers aus Correggio wurde sein erstes Nummer-eins-Album. |
| 29. September 1995 – 12. Oktober 1995 2 Wochen (insgesamt 4) | 4                                      | Claudio Baglioni                       | Io sono qui                            | –                                                                                    |
| 13. Oktober 1995 – 19. Oktober 1995 1 Woche | 1                                      | Luca Carboni                           | Mondo                                  | –                                                                                    |
| 20. Oktober 1995 – 2. November 1995 2 Wochen (insgesamt 4) | 4                                      | Claudio Baglioni                       | Io sono qui                            | –                                                                                    |
| 3. November 1995 – 7. Dezember 1995 5 Wochen (insgesamt 7) | 7                                      | Queen                                  | Made in Heaven                         | –                                                                                    |
| 8. Dezember 1995 – 14. Dezember 1995 1 Woche (insgesamt 3) | 3                                      | Madonna                                | Something to Remember                  | –                                                                                    |
| 15. Dezember 1995 – 28. Dezember 1996 2 Wochen (insgesamt 7) | 7                                      | Queen                                  | Made in Heaven                         | –                                                                                    |
| 29. Dezember 1995 – 4. Januar 1996 1 Woche (insgesamt 3) | 3                                      | Madonna                                | Something to Remember                  | –                                                                                    |

## Belege
1. ↑  Radio Deejay for Christmas – Song For You. In: Discogs. Abgerufen am 14. August 2015: „I proventi derivanti dalla vendita di questo disco saranno devoluti per la ricostruzione della Scuola Elementare Statale ‘Giovanni Bovio’ di Alessandria gravemente danneggiata dalla recente alluvione“
2. ↑  Guido Racca & Chartitalia: Top 100 FIMI Album. Lulu, S. 7.

Siehe auch: Nummer-eins-Hits 1995 in  Australien, Belgien, Dänemark, Deutschland, Finnland, Frankreich, Irland, Japan, Kanada, Neuseeland, den Niederlanden, Norwegen, Österreich, Schweden, der Schweiz, Spanien, Ungarn, den Vereinigten Staaten und im Vereinigten Königreich.